# Hypotrachyna subpustulifera
Hypotrachyna subpustulifera är en lavart som beskrevs av Elix. Hypotrachyna subpustulifera ingår i släktet Hypotrachyna och familjen Parmeliaceae.   Inga underarter finns listade i Catalogue of Life.